# 澤山勇三郞
澤山 勇三郎（さわやま ゆうざぶろう、1860年7月17日（万延元年5月29日）- 1936年（昭和11年）10月23日）は日本の数学者、陸軍教授。澤山-テボーの定理やフォイエルバッハの定理について20通り以上の証明を与えたことで知られる。

## 来歴
1860年（万延元年）、酒造業の武安治平の五男として長州藩厚狭郡二俣瀬村（現・宇部市）に生まれる。家業を継ぐ予定であったが、本人の強い希望で16歳のとき山口県の鴻城学舎に入り、英語・数学を学ぶ。当時県内には優れた英語教育者が少なかったので、ハワイ帰りで地元の刑務所に服役していた者から英語を学んだというエピソードがある。24歳で萩中学校の準助教諭となり、29歳の時に数学の中等教員の免状を得た。
谷田部梅吉に数学の才を認められて30歳で上京し、東京物理学校講師、群馬県尋常中学校教諭を経て、36歳のとき澤山家に入り、澤山ツナ子に配す。東京府城北中学校教諭を経て、1907年（明治34年）8月23日、陸軍教授（陸軍中央幼年学校附）に任官し、後に陸軍士官学校予科附となり、1923年（大正12年）12月28日依願免官となる。
退官後は中央気象台付属測候技術官養成所講師を嘱託され、また76歳まで東京物理学校に勤続し、1936年（昭和11年）、77歳で没す。正五位勲四等。
澤山の性格は無欲恬淡で、研究以外には興味を持たなかったので、生涯に渡って清貧に甘んじたが、学究心の満足からその風貌に終始陰を宿すことはなかったという。

## 栄典
- 1901年（明治34年）12月10日 - 正八位[6]
- 1906年（明治39年）
  - 4月1日 - 勲六等瑞宝章、明治三十七八年従軍記章[7]
  - 10月1日 - 従七位[8]
- 1909年（明治42年）3月1日 - 正七位[9]
- 1913年（大正2年）6月18日 - 勲五等瑞宝章[10]
- 1914年（大正3年）4月30日 - 従六位[11]
- 1919年（大正8年）7月10日 - 正六位[12]
- 1920年（大正9年）8月30日 - 勲四等瑞宝章[13]
- 1923年（大正12年）11月30日 - 従五位[14]
- 1924年（大正13年）1月25日 - 正五位[15]

## 著作
- 澤山勇三郞、森本清吾『初等幾何学』積善館、1931年4月15日。
- 森本清吾編『沢山勇三郎全集』、岩波書店、1938年5月25日